# Midnight Believer
Midnight Believer è un album discografico in studio dell'artista blues B.B. King, pubblicato nel 1978.

## Tracce
Tutte le tracce sono di Will Jennings e Joe Sample, tranne dove indicato.
1. When It All Comes Down (I'll Still Be Around) - 4:11
2. Midnight Believer - 4:59
3. I Just Can't Leave Your Love Alone - 4:18
4. Hold On (I Feel Our Love Is Changing) - 4:10
5. Never Make a Move Too Soon (Stix Hooper, Jennings) - 5:29
6. A World Full of Strangers - 4:23
7. Let Me Make You Cry a Little Longer - 5:49